# Вецано (Болцано)
Вецано је насеље у Италији у округу Болцано, региону Трентино-Јужни Тирол.
Према процени из 2011. у насељу је живело 395 становника. Насеље се налази на надморској висини од 711 м.